# Phyllanthus gradyi
Phyllanthus gradyi là một loài thực vật có hoa trong họ Diệp hạ châu. Loài này được M.J.Silva & M.F.Sales mô tả khoa học đầu tiên năm 2006.

## Hình ảnh

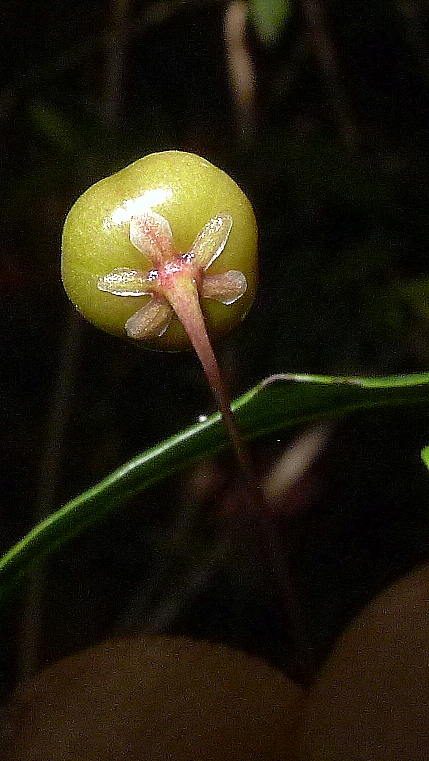
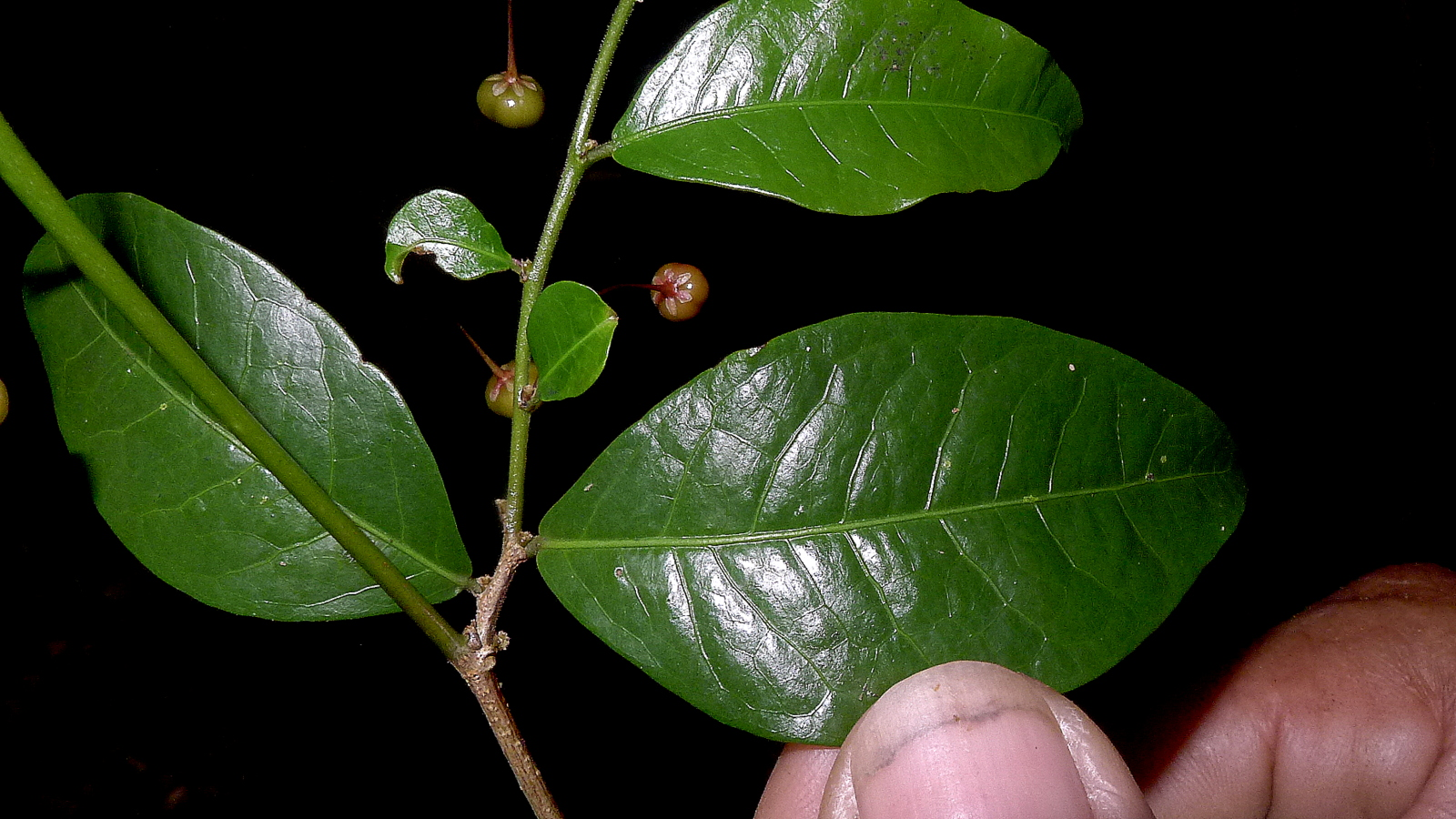
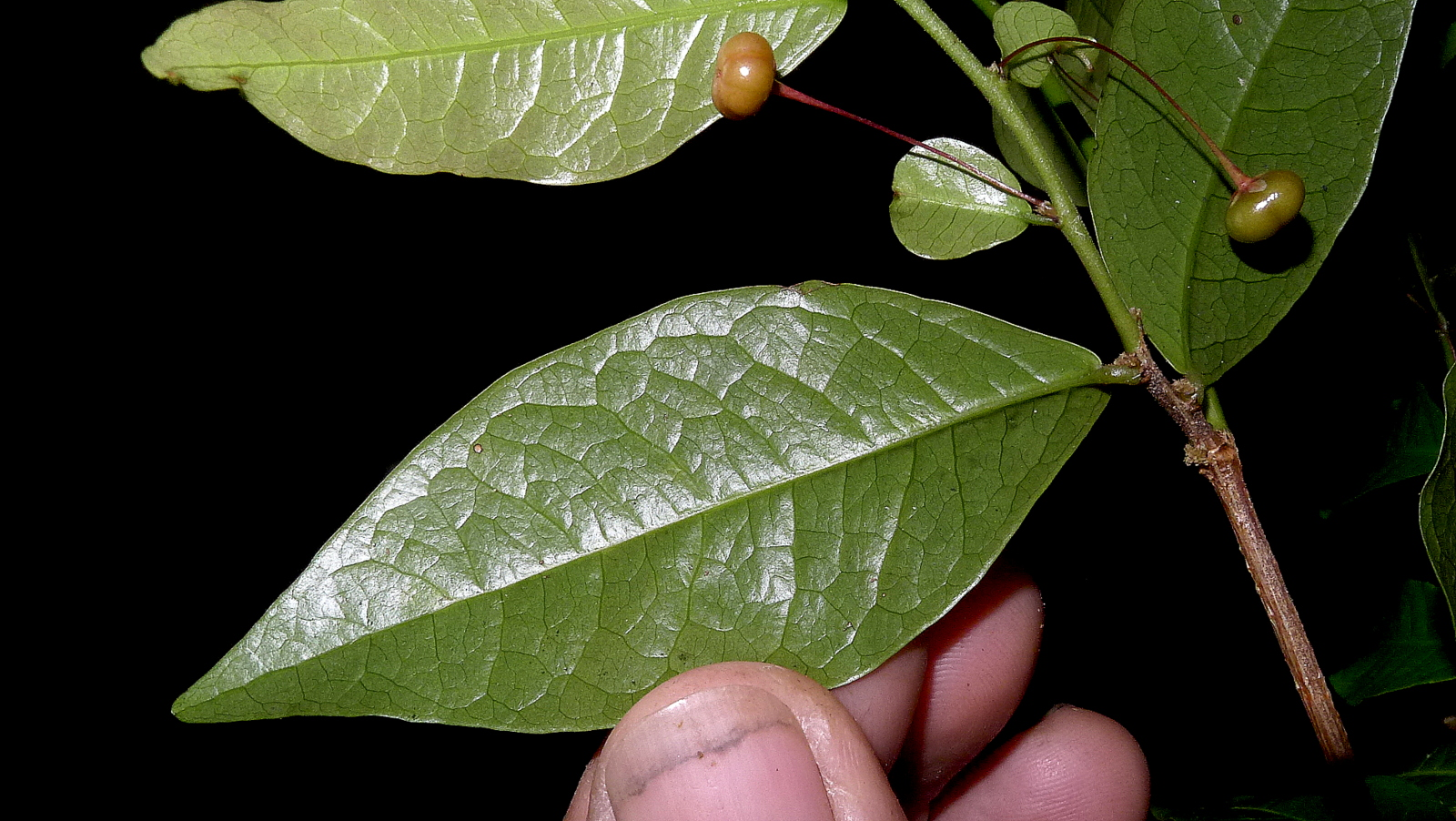
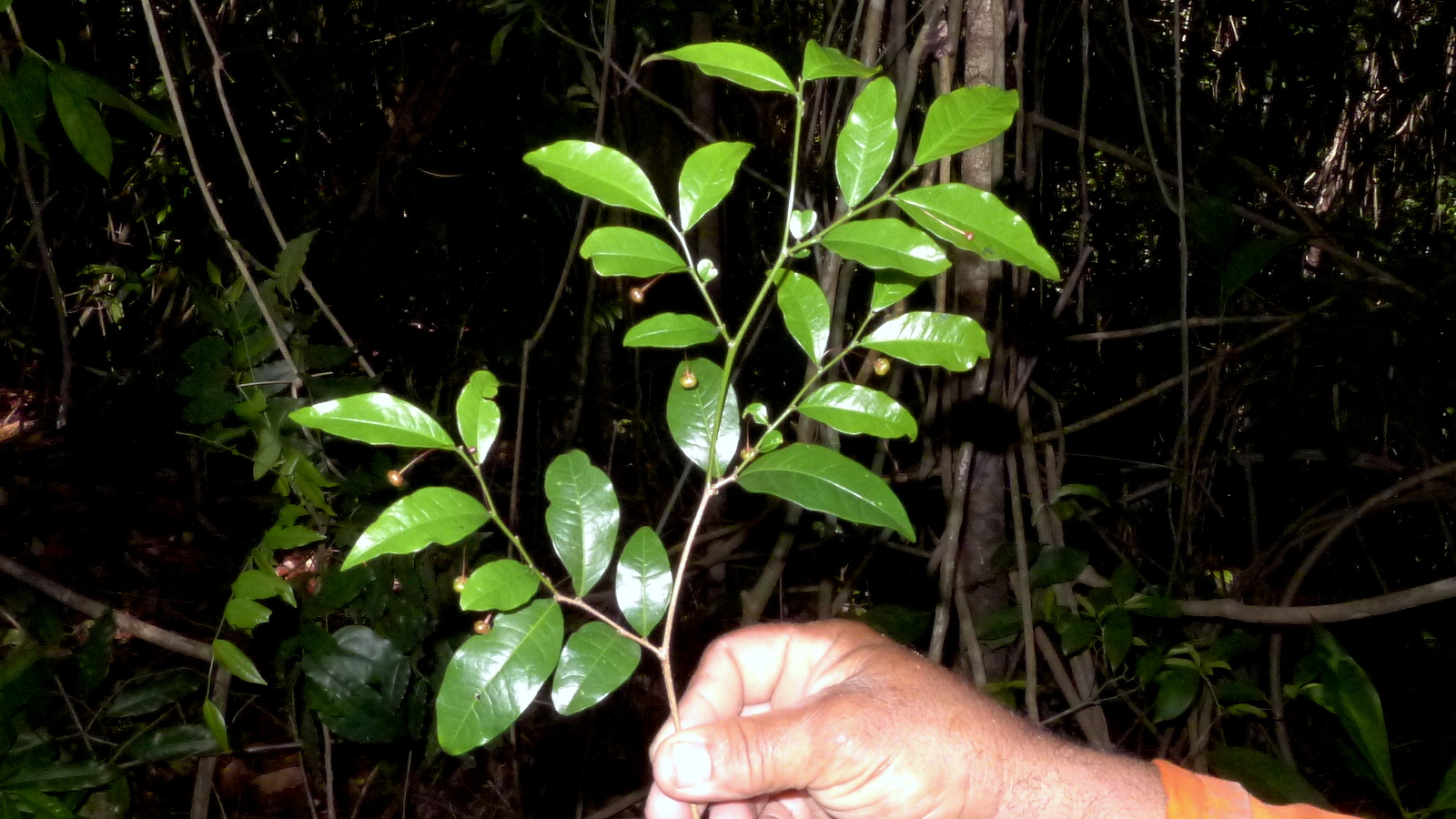